# Abbaye de Boulaur
Pour les articles homonymes, voir Abbaye Sainte-Marie.
L'abbaye Sainte-Marie de Boulaur, ancien prieuré de l'ordre de Fontevraud, est un monastère de moniales cisterciennes situé à Boulaur dans le département du Gers, en région Occitanie (France). 
Fondée au XIIe siècle, c'est à l'origine un prieuré fontevriste, supprimé lors de la Révolution française, puis rétabli au XIXe siècle. Les religieuses en sont chassées par les lois d'expulsion des congrégations en 1903.
La vie monastique y est définitivement rétablie en 1949, avec une communauté cistercienne. Celle-ci reste très modeste jusqu'en 1979.  En 2020, la communauté compte vingt-sept moniales. 
Le couvent est inscrit au titre des monuments historiques depuis le 21 décembre 1972. 

## Historique

### Prieuré fontevriste (1140-1904)
L'abbaye Sainte-Marie de Boulaur est fondée en 1142 par Pétronille de Chemillé, abbesse de Fontevraud, avec le soutien de l'archevêque d'Auch et de Sanche Ier, comte d'Astarac. Elle dépendait de l'abbaye de Fontevraud, maison-mère de l’Ordre de Fontevraud. La première abbesse de Boulaur fut Longuebrune, veuve du comte d'Astarac, qui à la mort de son mari avait décidé d'entrer dans les ordres. Le monastère tire son nom du latin Bonus Locus signifiant « Bon lieu », et a donné son nom au village de Boulaur qui s'appelait auparavant Saint Germier, en hommage à Germier de Toulouse, évêque de Toulouse qui évangélisa la région. Le prieuré est cependant considéré comme le plus pauvre de tout l'ordre de Fontevraud.
À la Révolution française, le prieuré est déclaré bien national et les religieuses doivent se disperser, le clergé régulier étant supprimé. La vie monastique y revient à la fin du XIXe siècle. Les religieuses en sont de nouveau chassées par les lois d'expulsion des congrégations en 1903.

### Abbaye cistercienne depuis 1949

#### Fondation
Le monastère est restauré en 1949 par des moniales bénédictines souhaitant rejoindre l'ordre cistercien ; elles vivent d'une petite exploitation agricole dont les produits sont transformés et vendus sur place. Le monastère reste un simple prieuré de 1949 à 1990 ; sa prieure est la fondatrice Marie-Pia Le Thomas. En 1979, trente ans après la refondation, l'abbaye ne compte toujours que cinq religieuses.

#### Développement
La prieure est une amie de jeunesse de la mère de Claire de Castelbajac. Elle fait lire à l'abbé général cistercien un recueil de lettres de la jeune défunte ; celui-ci décide, parallèlement à l'ouverture de la cause de béatification de Claire de Castelbajac, de demander aux religieuses de prier pour cinq nouvelles vocations durant l'année 1981. Cinq jeunes femmes se présentent effectivement durant l'année, puis une à deux par an depuis. La communauté accueille également, jusqu'à sa mort en 2005, la mère de Claire de Castelbajac. La tombe de la jeune servante de Dieu y est déplacée.
En conséquence de l'accroissement de la communauté, le monastère est érigé en abbaye en 1990 et essaime, en 1998, près de Narbonne, à l'abbaye de Rieunette, abandonnée depuis la Révolution. En 2021, la communauté de Boulaur compte trente-et-une sœurs, dont la moyenne d'âge est, en 2020, de quarante-trois ans.
En septembre 2022, huit moniales cisterciennes de Boulaur s'installent à l'abbaye Notre Dame des Neiges à la suite du départ des moines cisterciens.

#### Production
Le projet agricole de la communauté est ambitieux ; il est engagé dans une démarche d'agriculture biologique, démarche encore renforcée depuis l'encyclique Laudato si' en 2015. Le verger est notamment en permaculture. Début 2020, les sœurs diffusent sur Internet une vidéo où elles expliquent le projet qu'elles ont de bâtir « une grange cistercienne du XXIe siècle ». Le bâtiment qu'elles veulent construire leur permettra, à leurs dires, de quintupler leur production en accueillant vingt-cinq vaches, une douzaine de cochons, des ateliers, une fromagerie, une charcuterie, un espace d’accueil et une salle d’exposition. Mais, comme il est situé dans le périmètre de protection du monument inscrit qu'est l'abbaye, il doit respecter l'architecture locale en utilisant des matériaux typiques : tuile, pierre, terre, bois. La communauté fait donc appel aux dons, dans une vidéo vue plus de 100 000 fois,,.
En 2017, la surface exploitée est de vingt-sept hectares ; en 2020, elle passe à quarante-cinq,. La communauté vit de son travail agricole et des produits transformés qu'elle vend : fromages (deux tonnes et demie par an), pâtés (huit cents kilogrammes annuels), confitures (quatre tonnes par an) et farines. Elle compte entre autres deux sœurs ingénieurs agricoles,.
A l'été 2023, les soeurs lancent leur bière, réalisée à partir du blé de l'abbaye.

## Architecture de l'église et des bâtiments conventuels

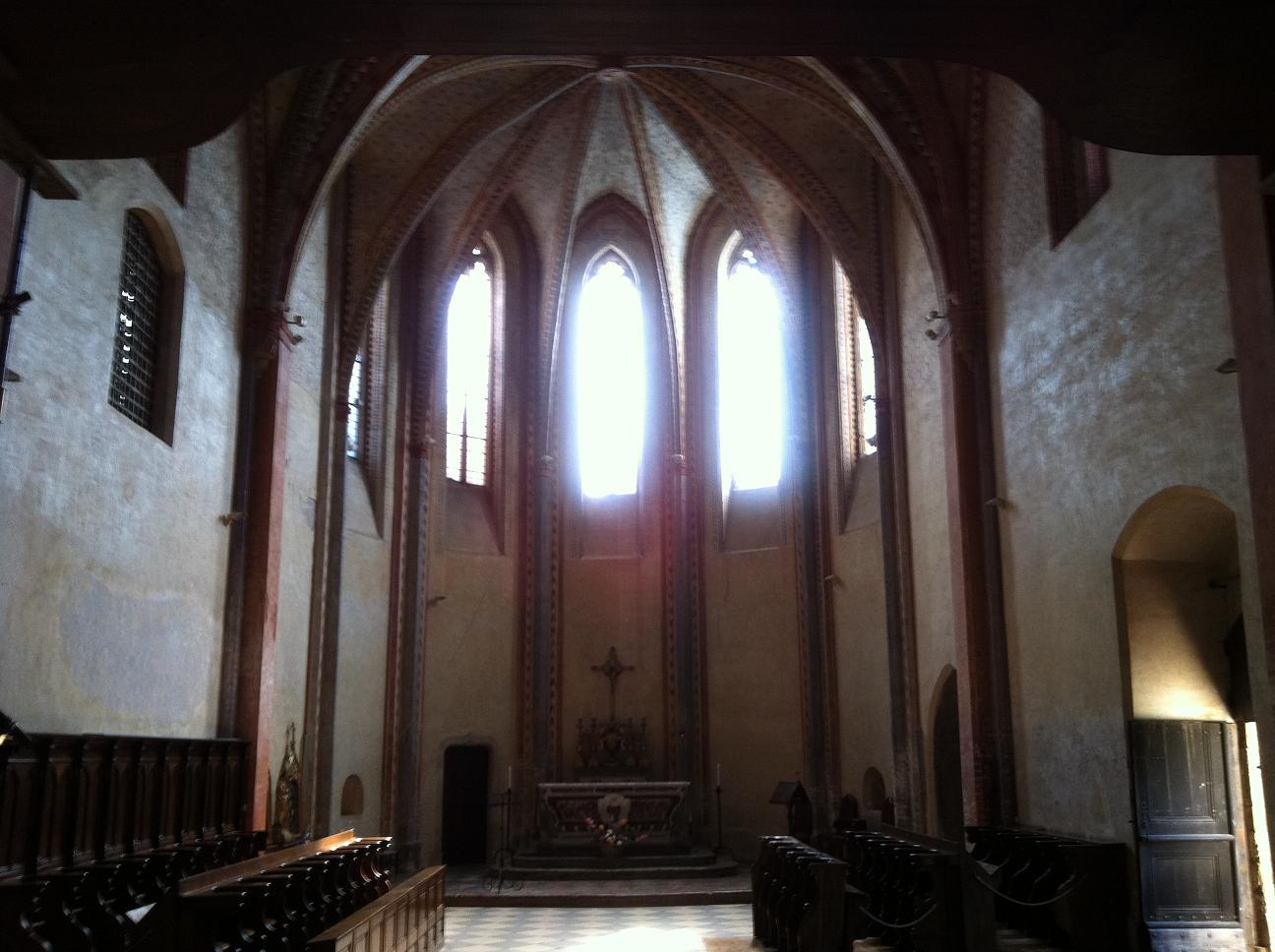
L'église abbatiale.

L'architecture de l'abbaye est fontevriste et non  cistercienne. L'église abbatiale est bardée de contreforts épais. Une file d'arcatures en plein cintre court sous le toit. Son chevet est à pans coupés et est également flanqué de contreforts. Une galerie est destinée à la défense et à l'observation. 
Tout comme le clocher carré, la nef, romane dans sa base, comprend trois travées de voûtes gothiques et deux travées Renaissance. Des fresques du XIVe siècle couvrent les voûtes du chœur et de la travée suivante. Des grilles en fer forgé de l'avant-chœur décorées de tôle repoussée datent du XVIIIe siècle. 
À l’intérieur, le cloître est du XVIIe siècle et abrite la statue d'une Vierge à l'Enfant datée fin XIIIe siècle - début XIVe siècle, retrouvée sous un carrelage et baptisée la « Belle Dame » de Boulaur. 
L’aile est datée de la fin du XIIIe siècle, avec une construction de briques et pierres alternées, remaniée au XVIIe siècle.

## Supérieures et abbesses
Supérieure
- 1949-1990 : Sœur Marie-Pia Le Thomas, supérieure

Abbesses
- 1990-2000 : Sœur Marie-Pia Le Thomas
- 2000-2012 : Sœur M. Pauline Couette
- 2012- : Sœur M.Emmanuelle Desjobert[13].

## Galerie

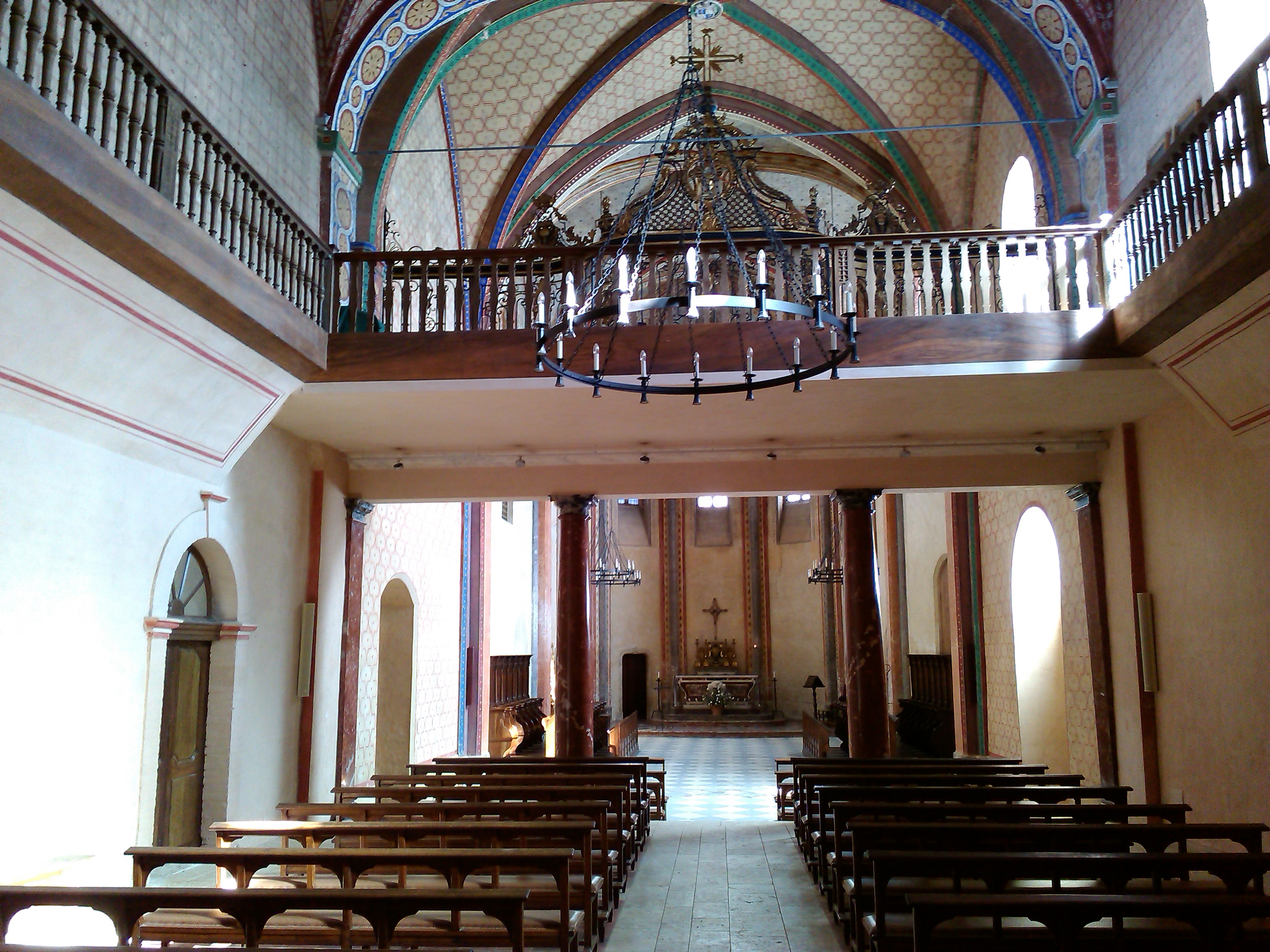
L'église abbatiale.
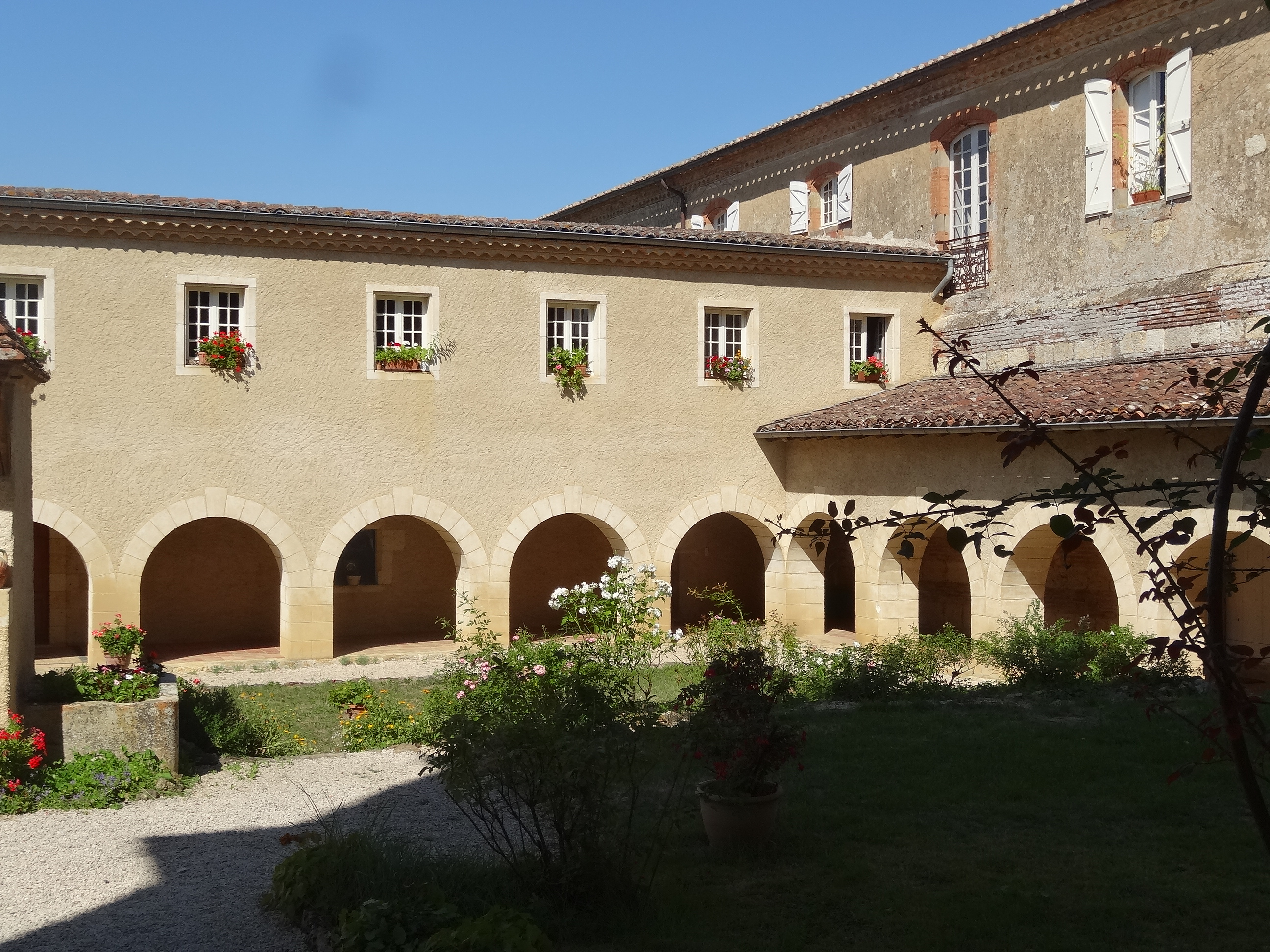
Le cloître.
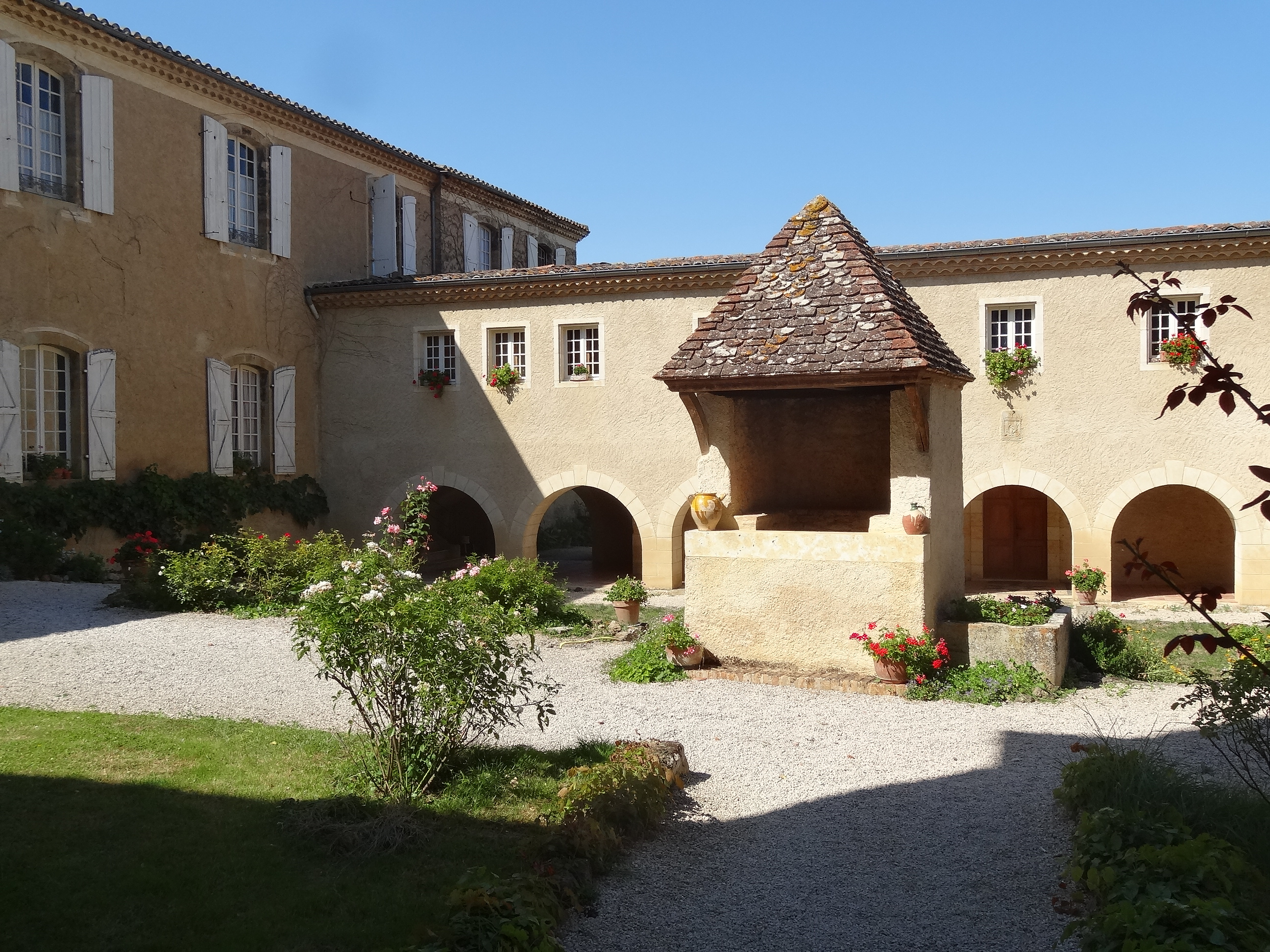
Autre vue du cloître.
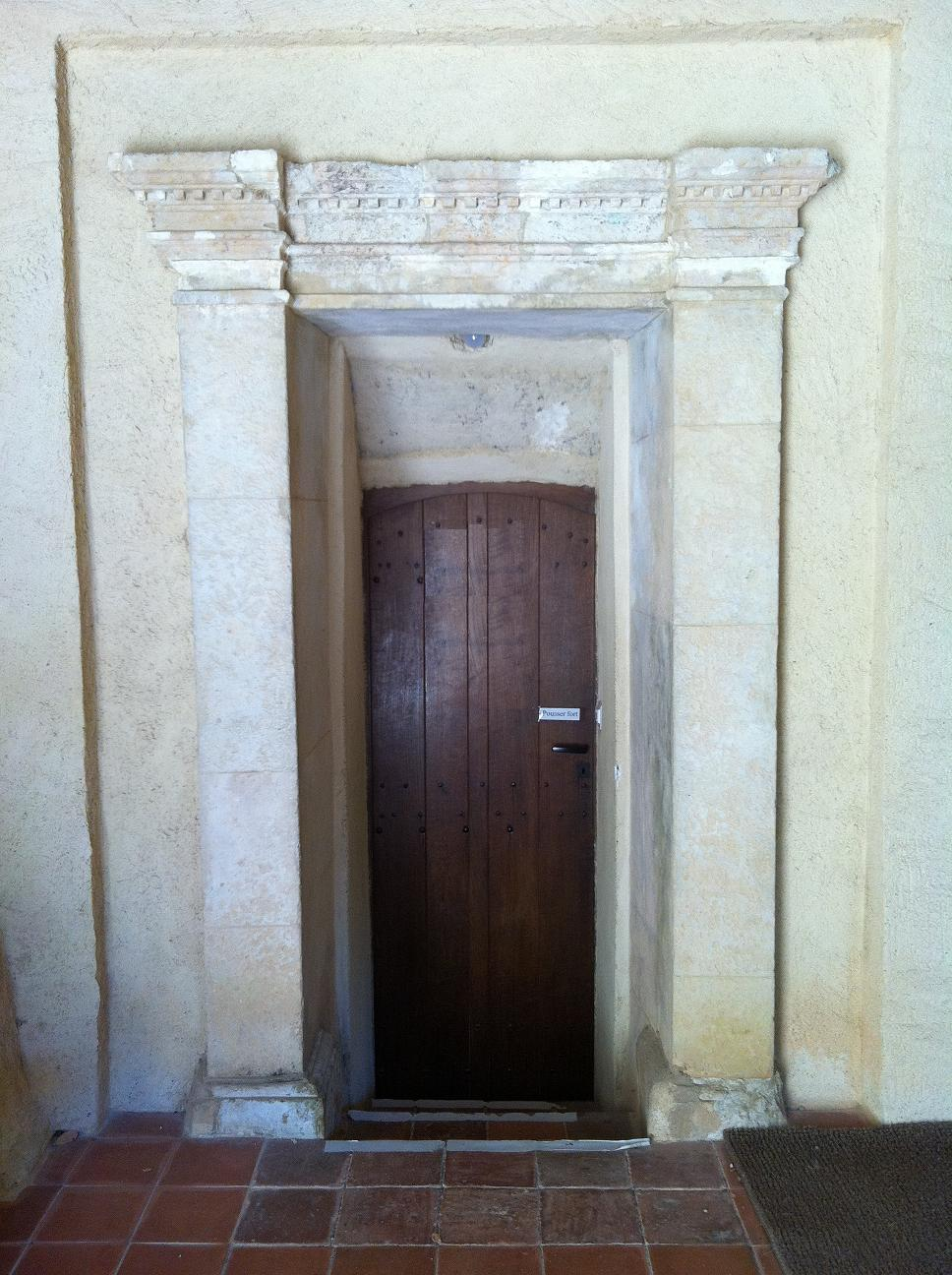
Porte d'entrée.
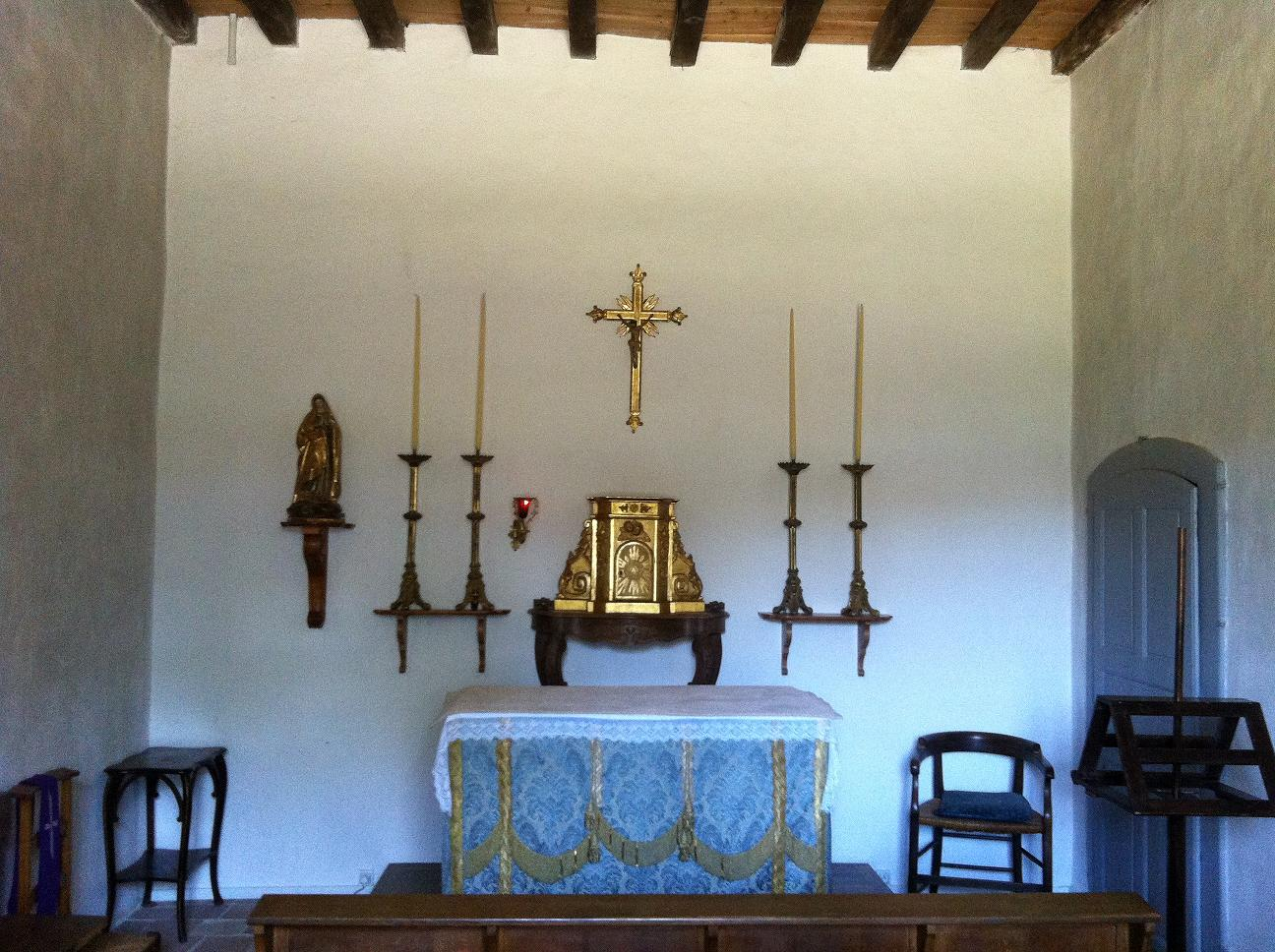
Oratoire public.